# 田布施町

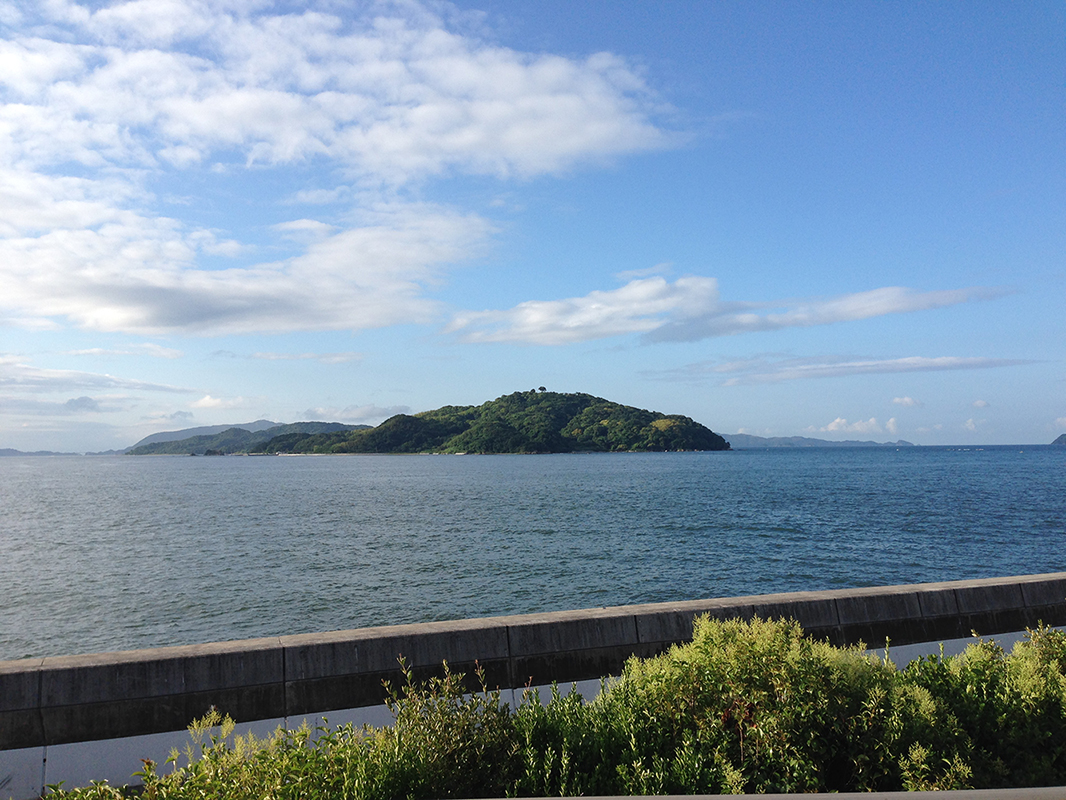
対岸から望む馬島

田布施町（たぶせちょう）は、山口県の南東部の町。熊毛郡に属する。

## 地理
光市に隣接する。また、室津半島の付け根、瀬戸内海沿岸から内陸に向かって町域が広がる。瀬戸内海に浮かぶ離島である馬島を町域に含むほか、内陸部には柳井市と光市、そして岩国市に囲まれた飛び地（小行司地区）が存在する。

### 隣接している自治体
- 光市
- 柳井市
- 岩国市
- 熊毛郡：平生町

### 人口
| |                                          |  |
| 田布施町と全国の年齢別人口分布（2005年） | 田布施町の年齢・男女別人口分布（2005年） |  |
| ■紫色 ― 田布施町 ■緑色 ― 日本全国 | ■青色 ― 男性 ■赤色 ― 女性                |  |
| 田布施町（に相当する地域）の人口の推移 \| 1970年（昭和45年） \| 14,547人 \| \| \| 1975年（昭和50年） \| 15,878人 \| \| \| 1980年（昭和55年） \| 16,636人 \| \| \| 1985年（昭和60年） \| 16,740人 \| \| \| 1990年（平成2年） \| 16,568人 \| \| \| 1995年（平成7年） \| 16,203人 \| \| \| 2000年（平成12年） \| 16,217人 \| \| \| 2005年（平成17年） \| 16,287人 \| \| \| 2010年（平成22年） \| 15,986人 \| \| \| 2015年（平成27年） \| 15,317人 \| \| \| 2020年（令和2年） \| 14,483人 \| \| |                                          |  |
| 総務省統計局 国勢調査より |                                          |  |
| 1970年（昭和45年） | 14,547人                                 |  |
| 1975年（昭和50年） | 15,878人                                 |  |
| 1980年（昭和55年） | 16,636人                                 |  |
| 1985年（昭和60年） | 16,740人                                 |  |
| 1990年（平成2年） | 16,568人                                 |  |
| 1995年（平成7年） | 16,203人                                 |  |
| 2000年（平成12年） | 16,217人                                 |  |
| 2005年（平成17年） | 16,287人                                 |  |
| 2010年（平成22年） | 15,986人                                 |  |
| 2015年（平成27年） | 15,317人                                 |  |
| 2020年（令和2年） | 14,483人                                 |  |

### 地名
- 大波野
- 波野
- 下田布施
- 上田布施
- 宿井（旧城南村）
- 川西（旧城南村）
- 麻郷奥（旧麻郷村）
- 麻郷（旧麻郷村）
- 別府（旧麻里府村）
- 馬島（旧麻里府村）
- 麻郷団地（1986年、麻郷の一部より独立）
- 中央南（2003年頃、下田布施・麻郷奥の各一部より独立。区画整理区域）
- 楠（麻郷奥より独立？田布施・平生合同斎苑の区域のみからなる）

## 歴史
- 1889年（明治22年）4月1日 - 町村制の施行により、下田布施村・上田布施村・波野村・大波野村の区域をもって田布施村が発足。
- 1921年（大正10年）2月11日 - 田布施村が町制施行して田布施町となる。
- 1955年（昭和30年）1月1日 - 麻郷村・麻里府村・城南村と合併し、新・田布施町が発足[1]。

### 主な事件
- 八海事件 - 1951年（昭和26年）1月24日に当時の麻郷村八海で発生した強盗殺人事件。起訴された5人中、共犯とされた4人が最終的に無罪となった冤罪事件。

## 行政

### 町政
- 町長：東浩二
- 歴代町長
  - 吹田愰（ふきだ・あきら）=退任後、県議→県議会議長→衆議院議員→自治大臣・国家公安委員長
  - 弘中辰夫（ひろなか・たつお）
  - 中村勇（なかむら・いさむ）
  - 亀井享二（かめい・きょうじ）
  - 寺田幹生（てらだ・みきお）
  - 長信正治（ながのぶ・しょうじ）=元町議会副議長
  - 東浩二 - 2018年 - [2]

#### 町役場におけるパワハラ事案
2020年春、町はかつて納税課に勤務していた職員（以下、職員Aとする）を、1人しか人員を確保できない勤務部署である「町史編纂室」にこの職員Aたった1人だけを異動させた。職員Aは2018年5月当時、固定資産税を過大に徴収していたと税務課の課長らに報告したものの、調査がなされず町議らに内部告発をした。その結果、2019年9月に該当の税務課長が減給の懲戒処分となり、町長も給与を減額した。告発をした職員Aは2018年8月に別部署へ異動、その翌年4月には一部事務組合に派遣されていた。職員Aは「正しいことをした人間にこういう仕打ちをすれば、他の職員は何も言えなくなる」とコメントを残した。2020年6月9日  町議会での議論総括「人事権の乱用」との指摘も出たほか、厚生労働省が、2019年（平成31年）に示した資料には「事業主に、一定の雇用管理上の措置を講じることを義務付け」「指針で「パワハラ（パワーハラスメント）の定義」や「措置の内容」を明確化」との見解を既に発表しており、大企業にパワハラ防止対策を義務付けた女性活躍・ハラスメント規制法を施行。同法は地方公務員にも適用され、指針にパワハラの例として「意に沿わない労働者に対して仕事を外し、長期間にわたり別室に隔離」と記す。厚生労働省雇用機会均等課も田布施町の件を「法に抵触する可能性がある」と指摘する。が、町側は「問題とはとらえていない」「隔離のつもりはない」との認識を示した。
2020年6月15日、町議会は全員協議会で、有識者による第三者委員会を設置して、異動の経緯などを調査する方針を確認した。これまで町は、職員Aの異動について「（現在の部署に）専門家を配置し、人員も増強する」としてパワハラを否定。東浩二町長も町議会にこれまで「隔離をしたり、人間関係から切り離したりするパワハラの意図はなかった」などとしてきたが、15日の取材に「職員がパワハラと感じたなら改善していきたい」と述べ、職員と話し合っていることを明らかにした。6月17日、朝日新聞は、町長は17日に町役場で記者会見し「本人（職員A）にパワハラと感じさせてしまい、（異動に）配慮が足らない点があった」と謝罪した。今後、この職員Aの職場を1人部屋から複数の職員がいる部屋に移すと述べたほか、町の公式ページでは翌18日付で町長名による「報告書」を公にした。6月17日、町議会の議長が同月25日に議員へ初のパワハラ研修を行うことを決め調査特別委員会を設置したが、調査特別委員会の委員長に就いた議員が「畳部屋は快適」などと発言して批判を呼んだ。
2022年9月7日、職員Aからの人権侵害救済申し立てを受けた山口県弁護士会人権擁護委員会の調査により、町が職員Aへの嫌悪に基づき、①短期間で頻繁に異動をさせた②人事評価で異例の低評価をした③隔離された場所で１人で勤務させた④苦情が寄せられると人格を非難し名誉を傷つけた、の４件が正式に人権侵害と認定された。

### 警察
- 柳井警察署が管轄[12]

### 消防
- 光地区消防組合（管理者 : 光市長）が管轄

## 産業

### 商業
- 田布施町商工会

### 工業
- 米出工業団地

### 農業
- 田布施地域交流館

### 漁業
- 山口県漁業協同組合田布施支店
- 尾津漁港

### 金融機関
- 山口銀行田布施支店
- 西京銀行田布施支店
- 東山口信用金庫田布施支店
- 田布施郵便局
- 麻郷郵便局
- 城南郵便局
- 麻里府郵便局

## 教育

### 高等学校

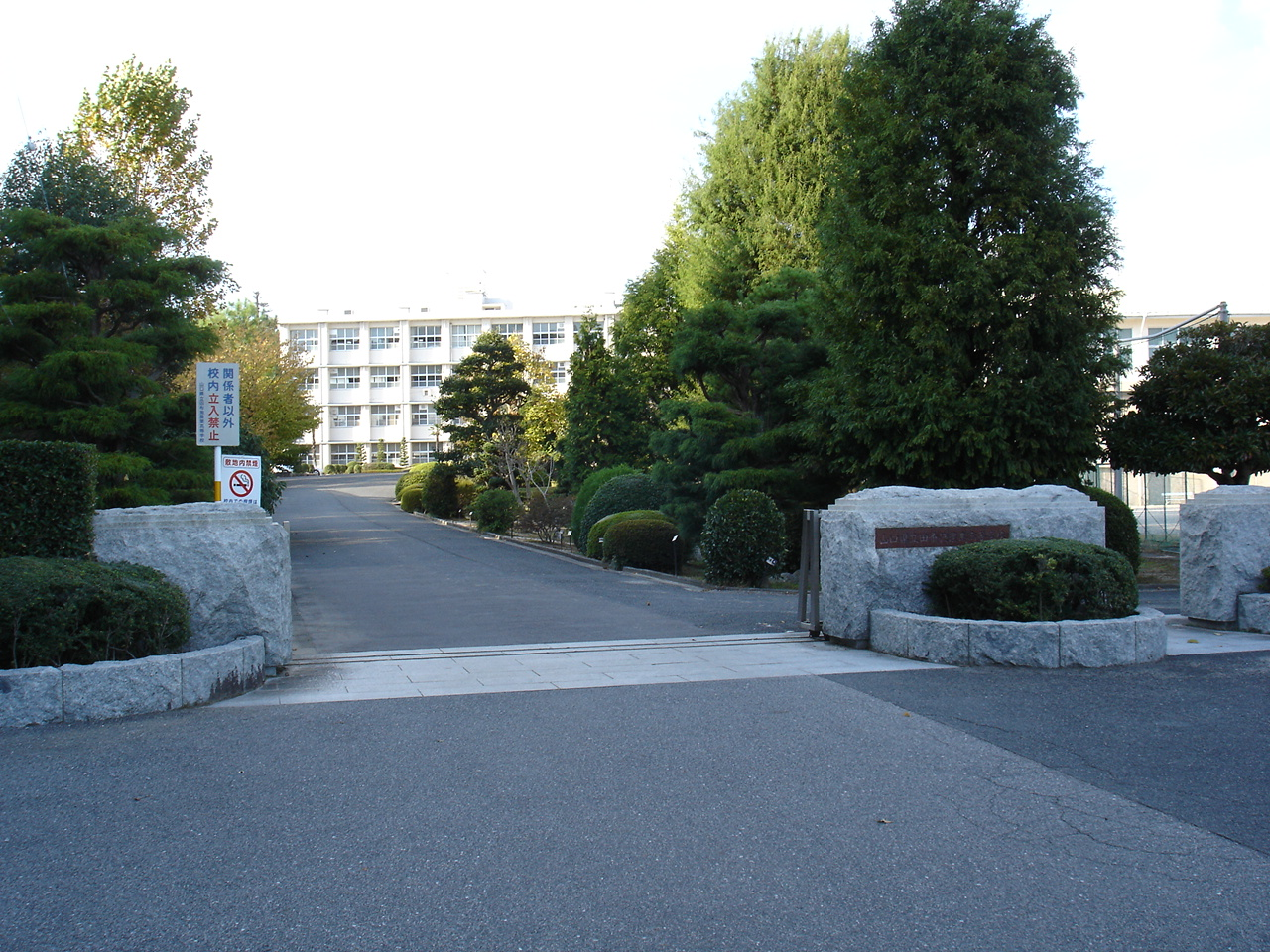
田布施農工高等学校

公立
- 山口県立田布施農工高等学校

### 中学校
町立
- 田布施町立田布施中学校

### 小学校
町立
- 田布施町立麻郷小学校
- 田布施町立城南小学校
- 田布施町立田布施西小学校
- 田布施町立東田布施小学校

### 特別支援学校
- 山口県立田布施総合支援学校

### 図書館
- 田布施町立田布施図書館

## 交通

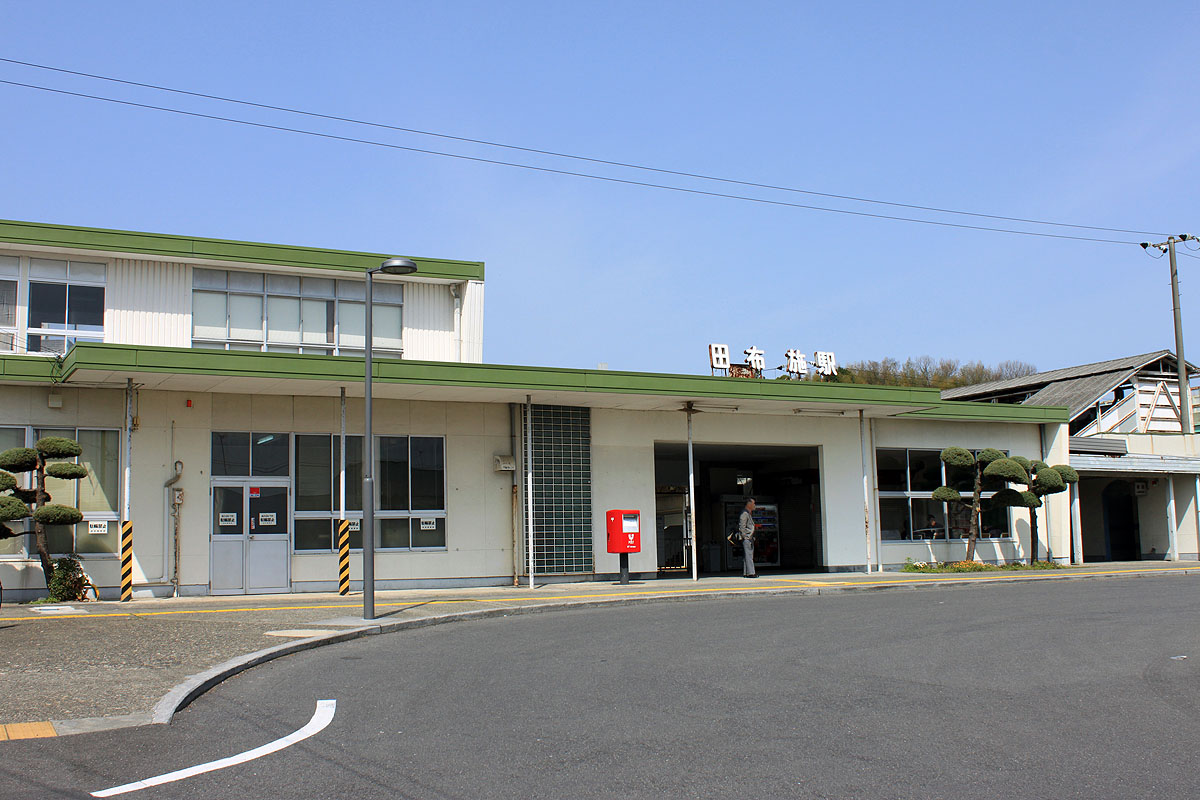
田布施駅

### 空港
岩国錦帯橋空港が最寄り。町内と空港を直接連絡する公共交通機関はない。

### 鉄道
- JR西日本
  - 山陽本線
    - 田布施駅

### バス
隣の平生町に営業所を持つ防長交通が町内に路線網を持つ。現在は、国道188号を通る柳井市・平生町・田布施町・光市・下松市・周南市を結ぶ路線と、柳井駅と田布施駅を行き来する2路線のみ。
- 国道周東病院下・柳井駅 - 八和田 - 田布施駅
- 柳井駅 - 平生 - 米出（田布施町） - 馬島渡船場前 - 別府立石 - 室積 - 光駅 - 下松駅前 - 下松健康パーク前 - 櫛ヶ浜駅前 - 徳山駅

上記のほか柳井駅-田尻間の路線が小行司地区の飛び地の北端に近い場所を通る（飛び地内も通るが飛び地内に停留所はない）。
（防長交通平生営業所管内路線図参照）

### 道路
- 国道188号

高速道路は山陽自動車道玖珂IC・熊毛ICが最寄り。

### 航路
- 馬島・佐合島航路 - 熊南総合事務組合が運航。馬島と本土を結ぶ離島航路であるが、隣の平生町の佐合島と本土を結ぶ航路と一体化されている。
  - 麻里府（田布施町） - 馬島 - 佐合島 - 佐賀（平生町）

## 名所
- 田布施川(たぶせがわ)
- 石城山(いわきさん)
- 馬島(うましま)

## 著名な出身者
Category:田布施岸家・Category:田布施佐藤家も参照
- 飯田宏行 - 元プロ野球選手
- 河本育之 - 元プロ野球選手
- 井原健太郎 - 柳井市長、元平岡秀夫衆院議員秘書
- えもとりえ - タレント
- 大津正 - 岸信介、佐藤栄作秘書
- 大畠寛美 - 元パーソナリティ
- 紙本栄一 - 剣道家、居合道家。
- 岸信介 - 第56代 - 第57代内閣総理大臣、※出生地は山口市
- 岸信夫 - 第21代防衛大臣　衆議院議員、※本籍が田布施町
- 岸信千世 - 元フジテレビ記者、防衛大臣秘書官、岸信夫の長男
- 北村サヨ - 天照皇大神宮教開祖
- 北村経夫 - 参議院議員、元産経新聞編集長。北村サヨの孫。
- 佐藤栄作 - 第61代 - 第63代内閣総理大臣
- 佐藤寛子 - 佐藤栄作の妻
- 佐藤信二 - 元衆議院議員、元通産大臣、運輸大臣
- 佐藤信寛 - 元島根県令
- 末岡精一 - 法学者
- 玉木襄 - 元新自由クラブ山口県代表、元進歩党幹事長
- 原田大二郎 - 俳優
- 吹田愰 - 元田布施町長、元衆議院議員、衆議院議員の西村康稔は娘婿。
- 松村邦洋 - お笑いタレント
- 山田宏 - 参議院議員、日本創新党党首、次世代の党幹事長　※本籍が田布施町、小中学校時代は山口市で過ごす。
- 吉岡牧子 - 元女性騎手

## 外部データ
- 公式ウェブサイト
- 田布施町に関連する地理データ - オープンストリートマップ
- 地図 - Google マップ